# Skenea trochoides
Skenea trochoides là một loài ốc biển, là động vật thân mềm chân bụng sống ở biển thuộc họ Skeneidae.